# Guerre et Paix (série de films)
Pour les articles homonymes, voir Guerre et Paix (homonymie).
 Pour plus de détails, voir Fiche technique et Distribution
Guerre et Paix (en russe : Война и мир, Voïna i mir) est une adaptation cinématographique soviétique du roman de Léon Tolstoï réalisée par Sergueï Bondartchouk, composée de quatre parties sorties en 1966 et 1967. Avec un budget de 8 291 712 roubles soviétiques en 1967 (9 213 013 dollars) c'est le film le plus cher jamais réalisé en URSS.
Le film est, à l'instar du livre, divisé en quatre parties totalisant 484 minutes (8 h 4) dans sa version longue.
Avec 58,3 millions de spectateurs, le film se positionne à la 29e place du box-office soviétique de tous les temps. En France, il totalise 1 236 327 entrées dans les salles.

## Synopsis
1805 - Les hostilités entre la France d'un côté, l'Autriche et la Russie de l'autre, sont déclenchées, mais pour l'aristocratie, dans les grandes villes et à la cour, la vie continue avec ses mondanités et ses petits scandales. Le prince Andreï Bolkonski rêve de gloire et s'engage dans l'armée du tsar. Il est gravement blessé à la bataille d'Austerlitz.
1812 - La Grande Armée de Napoléon envahit la Russie. La bataille de la Moskova est un véritable carnage. Moscou est incendiée. La retraite en hiver soumise aux attaques des Cosaques est un calvaire.
Œuvre cinématographique monumentale, le film, d'une durée totale de 6 heures 42, est construit en quatre parties où tous les thèmes seront abordés (analyses psychologiques, éthiques, esthétiques, métaphysiques, géopolitiques, historiques) :
1. Andreï Bolkonski
2. Natacha Rostova
3. 1812
4. Pierre Bezoukhov

Le film est réputé pour la hardiesse de sa forme, la richesse des thèmes abordés et la complexité de son architecture.

## Fiche technique
- Titre original : Война и мир
- Titre français : Guerre et Paix
- Réalisé par Sergueï Bondartchouk
- Assistant réalisateur : Vladimir Dostal
- Scénario : Sergueï Bondartchouk et Vassili Soloviov d'après le roman de Léon Tolstoï
- Photographie : Yu-Lan Chen (comme Iolanda Chen), Anatoli Petritski et Alexandre Chelenkov
- Son : Iouri Mikhaïlov et Igor Ourvantsev
- Décors : Guennadi Miasnikov, Mikhaïl Bogdanov et Alexandre Borissov
- Création des costumes : Nadejda Bouzina, Mikhaïl Tchikovani, Viatcheslav Vavra
- Musique : Viatcheslav Ovtchinnikov qui de plus dirigeait chœurs et orchestre
- Montage : Tatiana Likhatchiova, Elena Sourajskaïa
- Pyrotechnicien : Vladimir Likhatchov
- Société de production : Mosfilm
- Sociétés de distribution : Kultur International Films et Mosfilm
- Budget : 9 210 000 dollars (60 000 000 dollars après inflation en 2017)
- Pays de production :  Union soviétique
- Langues de tournage : Russe et français
- Format : Couleur - Film photographié en 70 mm
- Genre : Drame, histoire, guerre, romance
- Durée : 
  - Version courte : 403 minutes (6 h 43) en 4 épisodes (140 + 93 + 77 + 93 minutes)
  - Version longue : 484 minutes (8 h 4) en 4 épisodes (147 + 107 + 104 + 125 minutes)
- Sortie :
  - Première partie : 14 mars 1966 Union soviétique, 1967 Allemagne de l'Ouest, 28 avril 1968 États-Unis, septembre 1968 Grèce, 1974 Canada, 2006 Japon
  - Deuxième partie : 20 juillet 1966 en Union soviétique
  - Troisième partie : 21 juillet 1967 en Union soviétique
  - Quatrième partie : 4 novembre 1967 en Union soviétique
- Affiches : Raymond Elseviers (Belgique), Guy-Gérard Noël (France)

## Distribution
Le film comporte 300 rôles
- Lioudmila Savelieva (V.F : Marina Vlady) : Natacha Rostov
- Sergueï Bondartchouk (V.F : Jean Berger) : Pierre Bezoukhov
- Viatcheslav Tikhonov : prince Andreï Bolkonski
- Viktor Stanitsyne : comte Ilya Rostov
- Kira Golovko : comtesse Rostov
- Oleg Tabakov : Nicolas Rostov
- Boris Smirnov : prince Kouraguine
- Vassili Lanovoï : Anatole Kouraguine
- Irina Skobtseva : Hélène Kouraguine Bezoukhov
- Anastasia Vertinskaïa : Liza Bolkonski
- Boris Zakhava : général Koutouzov
- Vladislav Strjeltchik : Napoléon Bonaparte
- Anatoli Ktorov : prince Bolkonski, père d'Andreï
- Antonina Chouranova : princesse Maria
- Nikolaï Rybnikov : Vassili Denissov
- Boris Khmelnitsky : aide de camp du père de Pierre Bézoukhov
- Vassili Soloviov : un canonnier
- Nonna Mordioukova : Anissia Fiodorovna
- Gueorgui Milliar : Morel
- Iya Arepina : jeune fille qui transmet une lettre à Natacha
- Alekseï Glazyrine : médecin militaire
- Stanislav Tchekan : Tikhon Cherbaty
- Oleg Efremov ; Fedor Dolokhov
- Nikolaï Grinko : Desalles

## Production

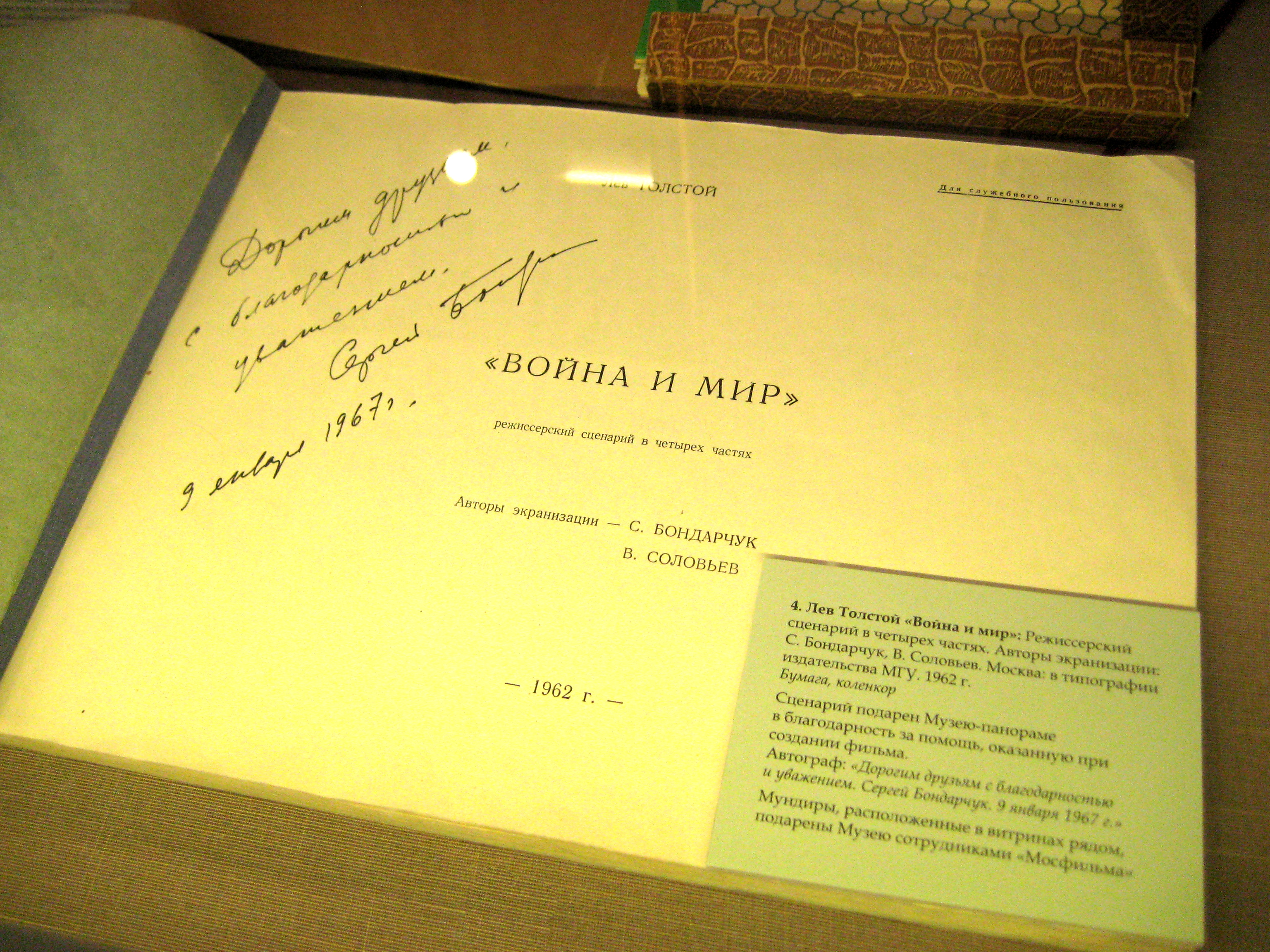
Exemplaire du scénario du film.

Cette adaptation tire son origine du Guerre et Paix de King Vidor, sorti en 1956 et qui a connu un vif succès en URSS avec plus de 31 millions de spectateurs. Tout comme le gouvernement soviétique, Sergueï Bondartchouk vit ce succès comme un affront : dans une lettre adressée à ses collègues et amis en 1961, il s'exclame : « Nous-mêmes ne serions pas capables de l'adapter ? C'est une honte devant le monde entier ! » Vladimir Gardine avait déjà tourné une adaptation en 1915.
Les préparatifs de tournage commencent au milieu de 1961[réf. nécessaire] et le tournage démarre le 7 septembre 1962, pour commémorer le 150e anniversaire de la bataille de Borodino. Il dure quatre ans.
Selon le Livre Guiness des Records, la scène de la bataille de Borodino inclut environ 120 000 figurants/soldats, ce qui en fait une des plus grandes scènes de bataille jamais filmées. Par leurs conseils beaucoup de musées participèrent à la conception des costumes, ce qui en fait un des films les plus élaborés jamais conçus.
Dans la narration complexe de Tolstoï pour décrire l'invasion de la Russie par Napoléon, Bondartchouk a filmé quelques-unes des scènes de bataille les plus graphiques et les plus longues jamais vues auparavant ; pour l'une d'elles la scène dure 45 minutes. Par réalisme beaucoup de chevaux furent tués dans les scènes de guerre. Par conséquent, certaines villes américaines boycottèrent le film sous la pression de l'ASPCA.
Guerre et Paix fut filmé et diffusé en 70 mm. Le procédé était appelé Sovscope 70 en Union soviétique et en Europe. Aux États-Unis, le procédé s'appelait Todd-AO, c'était une caméra grand format avec 6-canaux avec le son stéréophonique. Les scènes d'action rapides furent difficiles à tourner avec une caméra 70 mm. Pour pallier ce handicap, plusieurs caméras spéciales légères furent créées pour les besoins du film (celles-ci peuvent être vues dans le Bonus DVD du film - Éditions Montparnasse 2011). Certaines caméras étaient suspendues sur des câbles pour traverser le champ de bataille. D'autres sur des bras articulés télécommandés.

## Autour du film
- Lioudmila Savelieva qui interprète le rôle de Natacha Rostova était danseuse à Léningrad[6],[7].
- À Teriaïevo, un petit village proche de Volokolamsk, d'après les esquisses des décorateurs Guennadi Miasnikov et Mikhaïl Bogdanov, les décors de la séquence de l'incendie de Moscou furent installés.
- Une caméra télécommandée fut utilisée pour tourner au cœur de l'action lorsque ce n'était pas possible avec les moyens habituels.
- Dans un pavillon de plus de 1 000 m2 furent installés les décors de la demeure du seigneur d'Ekaterinbourg.

## Récompenses et nominations
- Festival international du film de Moscou 1965 : Grand prix et Diplôme pour l'actrice Lyudmila Savelieva
- Festival de Cannes 1967 : Sélection hors compétition
- New York Film Critics Circle Awards 1968 : Meilleur film étranger
- Oscars 1969 : Oscar du meilleur film étranger[5], nomination à l'Oscar des meilleurs décors
- Golden Globes 1969 : Golden Globe du meilleur film en langue étrangère
- National Board of Review Awards 1969 : Meilleur film en langue étrangère
- 23e cérémonie des Baftas 1969 : Nomination au Bafta des meilleurs décors pour Guennadi Miasnikov et Mikhaïl Bogdanov

### Revue de presse
- Jean d'Yvoire, « Guerre et paix », Téléciné no 129, Paris, Fédération des Loisirs et Culture Cinématographique (FLECC), juin-juillet 1966, p. 45,  (ISSN 0049-3287)